# ルパン三世 sweet lost night 〜魔法のランプは悪夢の予感〜
- ルパン三世 > ルパン三世 sweet lost night 〜魔法のランプは悪夢の予感〜
- トムス・エンタテインメントの作品一覧 > ルパン三世 sweet lost night 〜魔法のランプは悪夢の予感〜
- 金曜ロードショー > ルパン三世 sweet lost night 〜魔法のランプは悪夢の予感〜

『ルパン三世 sweet lost night 〜魔法のランプは悪夢の予感〜』（ルパンさんせい スウィート ロスト ナイト 〜まほうのランプはあくむのよかん〜）は、モンキー・パンチ原作のアニメ『ルパン三世』のTVスペシャルシリーズ第20作。2008年7月25日に日本テレビ系の『金曜特別ロードショー』にて放送された。視聴率は14.4%。2011年11月28日には日本テレビ深夜の『映画天国』枠で『ルパン三世 血の刻印 〜永遠のMermaid〜』の宣伝を兼ねて再放送された。

## 概要
脳科学技術を活用した特殊装置「LAMP」を巡るルパン一味とドリューとその兄アダム、ガーリック大佐との争奪戦を描く。
ルパン三世のTVスペシャルは1990年に放送された『ルパン三世 ヘミングウェイ・ペーパーの謎』以降、2006年に放送された『ルパン三世 セブンデイズ・ラプソディ』を除いて毎年7月下旬（もしくは8月上旬）に放送されるのが定番となっていたが、夏の放送は2024年現在本作が最後。以降のTVスペシャルは秋や冬、また放送されない年もあるなど放送時期が流動的となる。

## あらすじ
不二子の頼みで、どんな願いも叶う「魔法のランプ」を手に入れたルパン。しかし、銭形の妨害によって次元との待ち合わせ場所から遠ざかってしまう。ルパンは「擦れば魔人が出てきて助けてくれるのでは?」と冗談半分でランプを擦ると、ランプから妖精と名乗る美女が出てきて願いを叶えてくれるという。ただし、人生の半分を失ってしまうというリスクを聞いた途端、突然ルパンは見知らぬ場所におり、なぜ不二子から「裏切った」と怒号を受けているのかも、武装した男たちが襲来し、ルパンに「ランプを渡せ」と要求してきた原因もまったく理解できない。ルパンを救出しに来た次元の話によって、ルパンは魔法のランプの力で午後7時から午前7時までの半日分の記憶を失ってしまったことを理解する。
次元との会話の最中、テレビ画面には武装一味率いるガーリック大佐が映し出され、不二子を人質にランプをよこせと迫ってきた。もちろん不二子の仕組んだ罠だとは知りながらも、ガーリックの指示した列車に乗り込むルパン。すると隣にドリューと名乗る女性が座ってきた。案の定、不二子はガーリックとグルで、ガーリックの攻撃から逃げるルパンがドリューに歩み寄ると彼女の変装が取れ、その素顔はランプの妖精そのものだった。逃げようとするドリューに事情を聞くルパンだが、またしてもガーリックの攻撃が始まり、次元は被弾し負傷、五ェ門は潜水艦の中に閉じこめられ行方不明になってしまう。
彼女の話によると、例のランプ、すなわち「LAMP」は脳科学の研究者・アイヒマン博士が作った「記憶のスキャナー装置」だという。そしてドリューもアイヒマンによって3年間の記憶を奪われており、その記憶を取り返すためにアイヒマンのいいなりにされていると告白した。ルパンの記憶が3度消えた際、ドリューは記憶消去についての事実をルパンに告げる。ルパンに残されたのは残り数時間。ルパンたちは急いでアイヒマンの研究施設へ向かう。
一方、銭形はルパンを追いかけた際にスマトラ島のジャングルで遭難事故に遭い、頭を強打したためすべての記憶を喪失。一人称が「ボク」になり、口調や性格も少年のように豹変し、自分が誰かもわからずさ迷い歩いていた。

## 登場人物

### メインキャラクター
ルパン三世
かの名高き怪盗アルセーヌ・ルパンの孫で、自らも世界的な大怪盗かつ変装の達人。
次元大介
コンバットマグナムを使う射撃の名手でルパンの相棒。
石川五ェ門
古の大泥棒・石川五ェ門の十三代目。最強の刀「斬鉄剣」を使う居合い抜きの達人。
峰不二子
ルパン一味の紅一点で、付かず離れずの存在。時にはルパン達を利用したり、裏切ったりすることも多い。
銭形警部
ルパン一味を追うICPOの捜査官。ルパン専任捜査官であるため、ルパンに関係する事件なら世界中どこでも捜査権が認められている。

### ゲストキャラクター
ドリュー
声 - 田中美里（子供時代 - 須藤祐実）
本作のゲストヒロイン。「石油王の娘」を名乗る形で不二子にLAMPによる取引を持ち掛けてきた女性だが、実際は戦争に歪んだ憎しみを抱くマッドサイエンティストであるアイヒマンの助手。ルパンとは当初、ランプの妖精として出会っているが、それはアイヒマンが作ったホログラムである。「あなた…どうかしているわ」が口癖。
戦災孤児であり、内戦に巻き込まれて深手を負った両親が目の前で苦しみながら死んでいったトラウマから、兄のアダムと共に医学の道を目指し、野戦病院での医療支援活動に参加していたが、戦場で傷ついた者たちの治療を行っても、戦争は終わるどころか病院にまで爆弾が投下されてしまうなどといった過酷な現実を突きつけられ、兄と共に絶望しかけていた。そんな中でアイヒマンと出会い、彼の脳医学を生かして戦争を絶滅させるという彼の思想に共感し、助手としてその研究に参加した。しかし、次第に人道や倫理を無視するようになったアイヒマンのやり方に恐怖し、ついにはLAMPを使った人体実験にまで乗り出そうとしたのを反対した際、アイヒマンは階段から転落してしまうことになった。その後、それから3年分の記憶が抜け落ちた状態となり、その3年分の記憶と行方が分からなくなったアダムを探し出すべく、ルパンに助けを求めて独自に行動することになった。
ルパンと共に行動する一方、LAMPのマイクロチップの影響で2度に及ぶ形で半日分の記憶を失うという障害を抱えていた上に、五ェ門までもが洗脳されてアイヒマンの部下になっていたことから、ルパンを頼ることに躊躇いを見せていたが、それでもルパンは何が何でも自分を信じようとしてくれたことから、最終的にはアイヒマンの意に反してルパンを信じ続ける道を選ぶ。そしてアイヒマンの拠点となるサルタン島にて、本物のアイヒマンが既に死んでいた事実と、彼の記憶を移植して成りすましていたアダムこそが多くの人間を拉致して非道な人体実験をしていた張本人であったという真実を知ることになる。
アダムと再会し、彼の考えを真っ向から否定した後、ルパンと過ごした日々を忘れてしまうの可能性を恐れてLAMPによって記憶を取り戻そうとするのを拒んでいたが、ルパンから優しく励まされることで、記憶を取り戻すことを決意。彼と口付けを交わした後、LAMPによって記憶を取り戻すが、事件後に予想通りの形でルパンとの記憶を失ってしまった。しかし、ルパンはいつの日か彼女が記憶を取り戻すと信じていたようである。
なお、ルパンはランプの妖精にホログラムではなく本当のキスを望んでいたため、妖精のモデルとなったドリューと口づけを交わしたことでルパンの願いは実現したことになる。
アダム
声 - 萩原聖人（子供時代 - 庄司宇芽香）
行方不明のドリューの兄で、戦災孤児である。一見穏やかな好青年に見えるが、目的のためには手段を選ばず、そのことに関して「科学の進歩のため」と平気で簡単に割り切ってしまうなど、独善的で危険な一面も持ち合わせている。話を聞いたルパンは「厳しい兄ちゃん」と言っているが、妹のドリュー自身は、「兄は優しすぎるくらい優しかった」と評している。
戦争への憎しみから妹と共に医学の道を目指し、思うようにいかない現実に絶望しかける中、アイヒマンと出会ったことで彼の戦争への歪んだ憎しみと思想に魅了されてしまい、ドリューと共に彼のスタッフに加わり、アイヒマンの片腕として活動していた。ドリューとは対照的に、アイヒマンの死後も彼を盲信し続け、死んだ彼の記憶を自分の記憶に移すことでその意思を継ごうとしたが、それをドリューに反対されて何度も言い争いになった結果、真実を知っている彼女のことも邪魔に思うようになり、アイヒマンが階段から落ちた時点から3年分の彼女の記憶を奪い、その記憶を返すことをちらつかせることで、ドリューを従わせようとまでした。
ドリューから記憶を奪いアイヒマンになってからは、世界から集められた凶悪な囚人たちを収監したサルタン島を拠点に、囚人たちだけでなく、世界各国から著名な人間たちも拉致して記憶を奪っていき、さらには自分に従うドリューや不二子を使ってルパンにアラビアで保管されたLAMPを盗ませるなど、歯止めが利かないまでに独善的な行動を繰り返していくようになる。そして不二子を利用してガーリックの兵士たちを「平和のための兵士」として洗脳し、さらには五ェ門も邪念を取り払うことで従わせ、一度はルパンを捕まえたがドリューに裏切られて失敗。その後、サルタン島にて自身の正体をルパンとドリューの2人に知られることになり、LAMPによる記憶改竄以外に戦争を終わらせる方法は無いと主張しているが、ドリューからは「たとえ戦争が無くなっても、そんなのは人間の世界じゃないでしょ!」と、激しく非難されることになった。
最期は自らの過ちを悟ってガーリックと対峙し、墜落したヘリに押し潰され死亡した。
ガーリック大佐
声 - 銀河万丈
裏社会で「戦争屋」と恐れられている男。顔に痣があり、左目に眼帯を付けている。争いの無い平和な世界を否定し、多額の金を消費して起こった戦争によって世界の秩序はコントロールされているという考えから、戦争こそが最も現実的なビジネスであると考えている。そのため、LAMPの持つ記憶改竄機能を利用して、感情を持たず死を恐れない軍団を生み出すべく、不二子と組んでルパンからLAMPを奪うため、街中で平気で騒動を起こす。しかし、アイヒマン（実はアダム）と裏で取引をしていた不二子には裏切られることになり、LAMPで記憶を消された部下たちに撃たれて重傷を負いながらも逃走した。
その後、アイヒマンと不二子に復讐をするため、重火器で大量武装したアパッチに搭乗し、サルタン島にあるアイヒマンの研究所を襲撃。囚人たちはおろか洗脳されてしまった自分の部下たちも容赦無く攻撃するが、最期はアダムに気を取られたところを五ェ門の斬鉄剣でアパッチごと斬られて爆死した。
アイヒマン博士
声 - 佐々木敏
魔法のランプの開発者。脳科学の見地から戦争を撲滅する研究をしており、その過程で記憶のスキャナー装置「LAMP」を開発しており、それが今回の事件の発端となる。
かつて戦災孤児で野戦病院での医療支援活動に携わっていたドリューとアダムの2人を助手として迎え入れ、彼ら兄妹を自分のスタッフに加えたが、次第に人道を踏み外した研究を行うマッドサイエンティストになっていき、遂には人体実験まで行おうとしたため、人体実験の強行についてドリューと口論し、揉み合いとなって階段から転落している。これ以降の記憶を失っていたドリューは、自身がアイヒマンを殺してしまったと思っており、アダムによるとこの時のアイヒマンは生きていて数年前に病気で死亡したと語っている。
ゴードン
声 - 菅生隆之
インターポール・アジア局長で、銭形の上司。記憶喪失のまま病院を脱走した銭形を連れ戻しに来たが、事情の分からない銭形に背負い投げで投げ飛ばされる。
ヘネシー
声 - 田原アルノ
シンガポール警察署長。記憶喪失のまま病院を脱走した銭形を連れ戻しに来たが、事情の分からない銭形に逃げられてしまう。
ジョーダン
声 - 納谷六朗
ランプが保管されているビルの最上階に勤務する医師。警備上の理由で立ち退きを求めた銭形に突如精神検査を行ったり、検査の一環として彼の目や舌をいじったりなど冗談めいた行動をしたが、実はルパンの変装であった。
大野雄二
1998年に放送されたTVスペシャル『ルパン三世 炎の記憶〜TOKYO CRISIS〜』などと同様、今作でも大野本人がキーボード奏者として登場している（台詞は無い）。ガーリックの装甲車に吹き飛ばされても素知らぬ顔で演奏を続けていた。

## 登場する武器、乗り物

### 武器
ワルサーP38
ルパンの愛銃。銃声が現実的なものになった。
S&W M19
次元の愛銃。今回はスピードローダーを使用していた。こちらの銃声も現実的なものになった。
シモノフPTRS1941
ガーリック大佐のヘリ部隊の兵士と、それを鹵獲した次元が使用。なお、ルパン三世シリーズでシモノフ対戦車ライフルが登場したのは、『ルパン三世 カリオストロの城』以来である。
FN ブローニングM1910
不二子の愛銃。アイヒマンに監禁されて不二子が窓に向け撃ったが防弾ガラスだったためビクともしなかった。
AT-4
ガーリック大佐の部下と、それを鹵獲した次元が使用。
H&K MP5
ガーリック大佐の部下が使用。
イングラムM10
ガーリック大佐の部下が使用。

### 乗り物
AH-64D アパッチ・ロングボウ
ガーリック大佐の愛機として登場（ただし、D型ではなくA型）。終盤にて、スタブウイングを大幅に延長させ、さらには大量のミサイルポッドやロケットランチャーを搭載させた重爆撃機に改造。サルタン島を襲撃し、圧倒的な火力にモノを言わせる形でルパンやアイヒマン（アダム）を追い詰めるが、最終的には研究所の頂に立つアダムを見て困惑しているところを、五ェ門にメインローターを斬られ墜落。爆散している。
クーガー装甲車
ガーリック大佐の部隊が使用。車体下からフロートを展開させ、水上を航行できる。
三菱500
青色の三菱500がルパンたちの愛車として登場。他にもモブとして国産旧車の軽自動車が登場している。

## 声の出演
- ルパン三世 - 栗田貫一
- 次元大介 - 小林清志
- 石川五ェ門 - 井上真樹夫
- 峰不二子 - 増山江威子
- 銭形警部 - 納谷悟朗
- アダム - 萩原聖人
- ドリュー - 田中美里
- ガーリック - 銀河万丈
- アイヒマン - 佐々木敏
- ゴードン - 菅生隆之
- ヘネシー - 田原アルノ
- ジョーダン - 納谷六朗
- 脳外科医 - 有本欽隆
- 子供時代のアダム - 庄司宇芽香
- 子供時代のドリュー - 須藤祐実
- 今大輔
- 伊牟田大
- 貴志昌文
- 皆木俊彦
- 雨宮弘樹

## スタッフ
- 原作 - モンキー・パンチ（MPワークス、双葉社/ルパン三世officialマガジン刊）
- 企画 - 廣瀬健一、藤本鈴子
- 監督・絵コンテ - アミノテツロ
- 脚本 - 大川俊道
- 音楽 - 大野雄二
- 音楽監督 - 鈴木清司
- 録音監督 - 加藤敏
- 音響効果 - 倉橋静男、山谷尚人（サウンドボックス）
- 音響制作 - 東北新社
- 音響制作担当 - 大野拓也
- 美術監督 - 飯島由樹子
- 作画監督 - 鈴木藤雄、依田正彦、相馬満、奈須川充、柳瀬譲二
- 色彩設計 - 舟田圭一
- キャラクターデザイン - 平山智
- メカデザイン - 鈴木藤雄
- 撮影監督 - 野口龍生
- 編集 - 佐野由里子
- 制作担当 - 綿引圭、北村英治
- 演出 - 小倉宏文、徳本善信、奈須川充
- プロデューサー - 中谷敏夫（日テレ）、尾﨑穏通（TMS）
- アシスタントプロデューサー - 青木隆介（TMS）、小林三紀子（日テレ）、進藤友博（日テレ）
- 協力プロデューサー - 笠原陽介
- 音楽プロデューサー - 山田慎也、澤藤弘一
- エンディングテーマ「夜想曲」
  - 作詞 - 山田稔明
  - 作曲 - 大野雄二
  - 歌 - 原田知世
  - オリジナル・サウンドトラック - 「ルパン三世 sweet lost night」
- 制作協力 - エクラアニマル
- 企画・制作 - 日テレ、トムス・エンタテインメント
- 製作・著作 - トムス・エンタテインメント